# Pål Lydersen
Pål Lydersen  (* 10. September 1965) ist ein ehemaliger norwegischer Fußballspieler.
Der Innenverteidiger begann seine Karriere bei Start Kristiansand in seiner Heimat Norwegen. 1991 wurde er nach guten Leistungen bei seinem Stammverein vom englischen Spitzenklub FC Arsenal verpflichtet. Der Norweger konnte sich aber nicht gegen die sehr starken Außenverteidiger Lee Dixon und Nigel Winterburn durchsetzen und kam in zwei Jahren auf nur 16 Spiele. Lydersen war passiv an einem handfesten Skandal im englischen Fußball involviert. Sein Berater Rune Hauge zahlte den damaligen Trainer der Gunners George Graham 425.000 £, dass er ihn und John Jensen, einen weiteren Spieler, den Hauge vertrat, unter Vertrag nimmt. 1994, nachdem dieser Skandal publik wurde, wechselte Lydersen wieder zurück zu Start Kristiansand. Nach einem Jahr in Norwegen versuchte er sich noch kurzfristig in Österreich beim SK Sturm Graz. Das Österreich-Abenteuer endete wieder nach einem Jahr und der Verteidiger ließ seine Karriere bei seinem Stammverein Start Kristiansand und bei Molde FK ausklingen. Lydersen beendete seine Karriere 1999. International spielte er 20 Mal für die norwegische Fußballnationalmannschaft und erzielte dabei ein Tor.

## Erfolge
- 1 × englischer Pokalsieger mit dem FC Arsenal (1993)
- 1 × englischer Ligapokalsieger mit dem FC Arsenal (1993)
- 1 × UEFA-Pokal der Pokalsieger mit dem FC Arsenal (1994)